# Adrian Hoesch
Adrian Wilhelm Jochen Hoesch (auch Hösch; * 9. Februar 1993 in den USA) ist ein deutsch-US-amerikanischer Segler auf der Position des Vorschoters.
Adrian Hoesch wurde in den USA geboren und besitzt sowohl die deutsche als auch die US-amerikanische Staatsbürgerschaft. Er studierte von 2013 bis 2017 Betriebswirtschaftslehre an der Universität Passau, wo er einen Bachelorabschluss erlangte, sowie an der Hult International Business School in Cambridge in den USA, wo er zwei Masterabschlüsse in finance and international business erlangte. Hoesch arbeitet als Analyst. 2018/19 arbeitete er für das Blockchain-Unternehmen dRoute. Er gehört dem Bayerischen Yacht-Club an, nominell seit 2020 auch dem Pago Pago Yacht-Club, der auch als nationaler Segelverband fungiert.
Hoesch erlernte das Segeln auf dem Sternberger See typischerweise in der Optimisten-Klasse. Später spezialisierte er sich zunächst auf die 420er-, dann auf die 470er-Klasse. Langjähriger Trainer war Marek Chocian, mit Steuermann Julian Stückl bildete er fünf Jahre lang ein Duo in der 420er-Klasse. Bei den Weltmeisterschaften fuhren sie in der Klasse 2011 auf den zehnten Rang. Danach wechselte er in der größere Bootsklasse und gewann mit Julian Autenrieth bei den Junioren-Europameisterschaften 2013 in Pwllheli die Bronzemedaille. Mit dessen Bruder Philipp Autenrieth gewann er in der Segel-Bundesliga 2015 ebenfalls eine Bronze-Medaille. Danach beendete Hoesch zunächst seine Leistungsspot-Karriere und war auch ein Jahr lang durch eine Verletzung an der Wirbelsäule gehandicapt.
Auf Betreiben des US-amerikanischen Steuermanns Tyler Paige, mit dem Hoesch schon seit zehn Jahren bekannt war, bildeten die beiden seit 2020 ein Duo. Der sportliche Nationenwechsel war möglich, da Hoesch seit drei Jahren nicht mehr international für Deutschland an den Start gegangen war. Als Sechster der US-Meisterschaften hatte Paige eine Olympiaqualifikation verpasst, wollte nun aber für Amerikanisch-Samoa an den Start gehen, da es in Ozeanien fast keine Konkurrenz um den olympischen Startplatz gab. Die Vergabe des Quotenplatzes erfolgte bei der Regatta Sail Melbourne im Januar 2021, wo einzig ein australisches Mixed-Team als Konkurrenz an den Start ging und besiegt wurde.
Der Weg, den das Duo Paige/Hoesch zu den Olympischen Spielen nahm, wurde nicht unkritisch gesehen; vor allem in Deutschland gab es Vorbehalte. Grund war, dass das deutsche Duo Simon Diesch und Hoeschs Clubkamerad vormaliges Crew-Mitglied Philipp Autenrieth bei den Weltmeisterschaften 2021 in der Marina Vilamoura, wo Paige/Hoesch den 29. und damit letzten Platz belegt hatten, als 16. um einen Rang einen Olympiastartplatz verfehlt hatten. Ihnen wäre bei einem Nichtbesetzen des ozeanischen Startplatzes dieser Quotenplatz zugefallen. Somit gab es auch einen Einspruch gegen die Vergabe des Platzes an vermeintliche „Olympiatouristen“, dem letztlich jedoch den Regeln entsprechend nicht stattgegeben wurde. Auch bei den Europameisterschaften erreichte Hoesch im April 2021 den 29. und damit letzten Platz.
Bei den Spielen konnten sich Paige/Hoesch in den ersten acht der zehn Wertungsrennen unter den 19 Booten nie besser als Rang 16 platzieren und kämpfen mit den Angolanern Paixão Afonso und Matias Montinho um den vorletzten Rang, den sie schließlich auch belegten.